# Пюга, Бенуа
Бенуа́ Пюга́ (фр. Benoît Puga; род. 30 января 1953 в Сен-Манде, департамент Валь-де-Марн, Франция) — французский военный деятель, армейский генерал, с 1 сентября 2016 года — Великий канцлер ордена Почётного легиона.

## Биография
Бенуа Пюга происходит из семьи потомственных военных — его отец дослужился до звания генерала-лейтенанта кавалерии и был отправлен в отставку за участие в так называемом путче генералов, в котором тот принял участие с расквартированным в Алжире 27-м драгунским полком, находившимся под его командованием.
В 1973 году Бенуа Пюга поступает в престижную военную школу Сен-Сир. После её окончания служит во 2-м парашютно-десантном полку Иностранного легиона, в составе которого принимает участие в многочисленных операциях за рубежом: в Боснии, Габоне, Заире, Конго, Ливане, Центральноафриканской республике, Чаде. С 1989 по 1992 преподаёт в военной школе Сен-Сир. С 1992 по 1994 служит в штабе наземных войск. С 1994 по 1996 и в 1999 — военный советник в бывшей Югославии. С 1996 по 1998 — командир 2-го парашютно-десантного полка Иностранного легиона. С 1999 по 2000 — слушатель Высшего учебного института государственной обороны и Центра высшего военного образования.
1 сентября 2002 года получает звание генерала. В 2002—2010 годах служит на высших командно-штабных должностях: руководитель планово-операционного центра (2002—2004), командующий специальными операциями (2004—2007), заместитель оперативного командующего штаба армий(2007—2008), директор военной разведки (2008—2010).
С 5 марта 2010 года — руководитель Особого штаба при президенте Французской Республики. Бенуа Пюга занимает эту должность при двух президентах — Николя Саркози и Франсуа Олланде, который переназначает его 15 мая 2012 года. 10 марта 2010 года ему присваивается звание армейского генерала.
С 1 сентября 2016 года — Великий канцлер ордена Почётного легиона.